# Ludmila Zatloukalová-Coufalová
Ludmila Zatloukalová-Coufalová, rozená Ludmila Zatloukalová (23. května 1886 Svésedlice – 18. ledna 1960 Šternberk), byla česká a československá aktivistka za ženská práva, politička, meziválečná poslankyně Revolučního národního shromáždění za Republikánskou stranu československého venkova (od roku 1922 známá jako Republikánská strana zemědělského a malorolnického lidu).

## Biografie
Pocházela ze zemědělské rodiny. Otec František Zatloukal byl rolníkem, matka Cecilie byla dcerou rolníka. V roce 1911 se na Královských Vinohradech provdala za Břetislava Coufala, který ve 30. letech rovněž zasedal v československém parlamentu za Agrární stranu.
V rámci agrární strany patřila k hlavním postavám ženského hnutí. První aktivity v ženském hnutí vyvíjela již v roce 1902, kdy ji otec jako dívku poslal na sjezd moravských žen ve Vyškově. V roce 1907 se podílela s Kunešem Sonntagem na založení Sdružení českého agrárního dorostu pro Moravu a Slezsko, kde působila jako místopředsedkyně. Angažovala se v Zemské organizaci Pokrokových žen moravských a v agrární straně vedla Československý odbor pro zájmy venkovských žen. Prosazovala práva žen, například volební právo, lepší možnosti jejich vzdělávání a pracovního zařazení. Přispívala do denního tisku (Agrární listy). V roce 1931 se stala starostkou obce Svésedlice jako vůbec první žena v čele samosprávného sboru na Moravě.
V období let 1918–1920 zasedala v Revolučním národním shromáždění jako jedna ze 4 žen. Byla kooptována. Zajímavostí je, že ženy ještě neměly aktivní volební právo. Profesí byla chotí rolníka.
Po komunistickém puči v roce 1948 jí byl zabaven veškerý majetek.
Zemřela v zapomnění v Psychiatrické léčebně ve Šternberku.

## Ocenění
- Medaile Za zásluhy 1. stupeň in memoriam (2022)